# Notomys mordax
Notomys mordax е изчезнал вид бозайник от семейство Мишкови (Muridae).

## Разпространение
Тази мишка е била разпространена в Дарлинг Даунс, Куинсланд, Австралия. Внесени хищници като лисици и домашни котки вероятно са довели до изчезването на вида.